# Mr. and Mrs.
Mr. and Mrs. es una película de drama y romance nigeriana de 2012 escrita y producida por Chinwe Egwuagu y dirigida por Ikechukwu Onyeka. Está protagonizada por Nse Ikpe Etim, Joseph Benjamin, Barbara Soky, Thelma Okoduwa y Paul Apel.

## Elenco
- Nse Ikpe Etim como Susan Abbah[2]
- Joseph Benjamin como Kenneth Abbah[2]
- Barbara Soky como la Sra. Abbah
- Thelma Okoduwa-Ojiji como Linda
- Paul Apel como Charles
- Chioma Nwosu como la Sra. Brown
- Mpie Mapetla como Monica
- Nonye Ike como Kate
- Beauty Benson como Maggie
- Paul Sambo como Mr Brown
- Babajide Bolarinwa como Mr Abbah

## Lanzamiento
Fue lanzada en DVD el 20 de agosto de 2012. Según Chinwe, las respuestas fueron positivas en los cines y recibió muchas solicitudes relacionadas con el lanzamiento del DVD, por lo que pensó que era el momento adecuado para ello. Se estrenó por primera vez en Ghana una semana antes del lanzamiento oficial del DVD y fue bien recibida, con ventas encomiables en la Costa del Oro la misma semana.